# Donauturm
La Donauturm  (in italiano: Torre sul Danubio) è una torre panoramica di Vienna costruita nel 1964 su progetto di Hannes Lintl in occasione della Mostra Internazionale del Giardino (WIG 64). Da allora è diventata una popolare attrazione turistica. 

## Descrizione
La torre è situata nel centro del Donaupark, costruito per ospitare la fiera dell'orticultura nel 22º distretto di Vienna, la Donaustadt.
Con un'altezza di 252 metri, la torre è uno dei più alti edifici di Vienna. 779 scalini immettono nella sua piattaforma panoramica, la quale è ad un'altezza di 150 metri e può essere raggiunta mediante due ascensori che portano i turisti in alto in soli 35 secondi. Un giro turistico completo della torre dura 26, 39 o 52 minuti. La piattaforma è usata talvolta durante l'estate per il bungee jumping. Due ristoranti girevoli (ad un'altezza di 160 e 170 metri) offrono una vista varia sopra la capitale austriaca. Fa parte della World Federation of Great Towers.
La Torre sul Danubio è inoltre una radio-stazione privata e sede di diversi servizi di radiotrasmissione. Nonostante assomigli ad una torre TV, la Donauturm non è usata per le trasmissioni TV (le maggiori stazioni televisive di Vienna si trovano a Kahlenberg).